# 永瀧達治
永瀧 達治（永滝 達治、ながたき たつじ、1949年-　）は、日本のフランス音楽・映画評論家、翻訳家。

## 来歴
兵庫県神戸市生まれ、大阪府育ち。静岡大学中退、パリ第3大学映画科に在籍。帰国後、1970年代より、評論家、プロデューサーとして、数多くのフランスの歌手を日本に紹介。1990年仏政府芸術文化シュバリエ、2005年オフィシエ章受勲。日仏メディア協会（ＴＭＦ）理事。
妻はフランソワーズ・モレシャン。アガタ・モレシャンは妻の連れ子。

## 著書
- 『さよならゲンスブール パリ発ポップス社会学』共同通信社 1992
- 『フレンチ狂日記』平凡社 1997
- 『ゲンスブール、かく語りき』愛育社 1998
- 『エルテ 幻想の世界を生きたアールデコの寵児』監修・著 六耀社 2000
- 『フレンチ狂日記 Flashback 1978-1992 パリ発ポップス社会学』愛育社 2000

監修
- 『アイドルたち フレンチ60sのすべて』監修 ステップ・バイ・ステップ 2005

### 翻訳
- ピエール・サカ『シャンソン・フランセーズ その栄光と知られざる歴史』講談社 1981
- イヴ・シモン『パリの1500万秒』紀尾井書房 1983
- イヴ・シモン『魂のなかの愛』集英社文庫 1990
- フランソワーズ・モレシャン『ラ・ガイジン 日本と結婚した女』講談社 1991
- ジル・ヴェルラン『ゲンスブールまたは出口なしの愛』鳥取絹子共訳 マガジンハウス 1993
- すべての子供たちに ボリス・ヴィアン詩集』ミッシェル・グランジェ絵 マガジンハウス 1994
- イヴ・シモン『感情漂流』集英社 1995
- セルジュ・ゲンスブール『ゲンスブール×2ノワール』田村源二共訳 ペヨトル工房 1998
- シルヴァナ・ロレンツ『ピエール・カルダン ファッション・アート・グルメをビジネスにした男』駿河台出版社 2007